# ماجد المزيد
ماجد بن محمد بن إبراهيم المزيد محافظ الهيئة الوطنية للأمن السيبراني عُين بأمر ملكي بمرتبة وزير في 12 سبتمبر 2021.

## الحياة العلمية
يحمل درجة البكالوريوس في الهندسة الكهربائية من جامعة ميزوري للعلوم والتكنولوجيا (MS&T)، ودرجة الماجستير في الإدارة الهندسية من جامعة واشنطن في سانت لويس (WUSTL)، وهو خريج كلية سلوان للإدارة لمعهد ماساتشوستس للتكنولوجيا (MIT) بعد إتمامه عددًا من البرامج التنفيذية في تطوير القيادة.

## الحياة العملية
شغل المزيد عددًا من المناصب الإشرافية؛ كان آخرها نائب المحافظ لقطاع التعاون الدولي بالهيئة الوطنية للأمن السيبراني، وسبق ذلك توليه منصب نائب محافظ هيئة الاتصالات وتقنية المعلومات لقطاع التقنية والبنية التحتية، ومن ثَمّ لقطاع الاتصالات، وأسهم في تطوير العديد من السياسات والتنظيمات في مجال الأمن السيبراني ومجال التقنية، مع تمثيله المملكة على الساحة الدولية؛ حيث يترأس منذ عام 2009م فريق عمل مجلس وكالة الأمم المتحدة المتخصصة في تكنولوجيا المعلومات والاتصالات المعني بقضايا السياسات العامة الدولية المتصلة بالإنترنت، وشغل منصب ممثل المملكة في مجلس إدارة الوكالة خلال الفترة من 2018 ـ 2020م، وانتخب نائباً لرئيس لجنة تسخير العلوم والتكنولوجيا لأغراض التنمية بالمجلس الاقتصادي والاجتماعي بالأمم المتحدة للعام 2014 ـ 2015م.